# Volo S7 Airlines 778
Il volo S7 Airlines 778 (S7778/SBI778) è stato un collegamento di linea passeggeri nazionale da Mosca a Irkutsk, in Russia. Il 9 luglio 2006, alle 06:44 ora locale (8 luglio, 22:44 UTC),  l'Airbus A310-324 che operava la rotta uscì di pista durante l'atterraggio a Irkutsk. L'aereo non si fermò e si schiantò contro la recinzione perimetrale in cemento dell'aeroporto, colpendo file di garage privati e si incendiò, uccidendo 125 persone.
Con 125 vittime, l'incidente rimane il più grave disastro aereo della S7 Airlines. L'incidente è stato anche il secondo disastro aereo in Russia in due mesi, dopo il volo Armavia 967.
Il rapporto finale dell'indagine del Comitato Interstatale per l'Aviazione (MAK) concluse che la causa dell'incidente era attribuibile a un errore del pilota. Mentre il comandante stava riducendo l'inversione di spinta del motore destro, spostò involontariamente in avanti la manetta del motore sinistro, facendo sì che quest'ultimo producesse una spinta significativa. Il suo copilota non riuscì a monitorare i parametri del motore e di conseguenza l'equipaggio non fu in grado di capire l'origine del problema.

## Contesto

### L'aereo
L'Airbus A310-324 (numero di registrazione: F-OGYP, ex-N812PA, numero di serie: 442) fu consegnato dalla Airbus Industrie il 17 giugno 1987; il suo primo volo era stato effettuato il 3 aprile 1987. Sull'aereo erano installati due motori turboventola Pratt & Whitney PW4000. Il velivolo era di proprietà della statunitense Wilmington Trust Company, che lo amministrava in regime fiduciario. Prima della compagnia aerea S7 Airlines, l'aeromobile era stato utilizzato dalle americane Pan Am (battezzato col nome di Clipper Freedom) e Delta Air Lines e dalla russa Aeroflot (battezzato col nome del compositore russo Rimskij-Korsakov). Il 7 maggio 2004, S7 Airlines aveva preso l'aereo in leasing dalla francese Airbus Leasing II, Inc. Il suo primo volo di linea nella compagnia della S7 Airlines era stato effettuato il 18 giugno 2004. Prima dei voli con la S7, l'aeromobile era stato modificato nella composizione dei posti: da 185 posti di tre classi (prima, business, economica) a 205 posti in due classi (business, economica). L'aereo fu attrezzato con maschere antifumo solo per 2 postazioni degli assistenti di volo al posto di 6. Al momento dell'incidente aveva effettuato 59 865 ore di volo e 12 550 atterraggi. Il limite operativo per questo tipo di velivolo sono 80 000 ore di volo e 35 000 atterraggi.

### Passeggeri ed equipaggio
A bordo c'erano 195 passeggeri e 8 membri dell'equipaggio (due piloti e sei assistenti di volo), per un totale di 203 persone. L'agenzia di stampa russa ITAR-Tass riferì che molti bambini erano tra i passeggeri che stavano volando verso una vacanza sul lago Bajkal, vicino a Irkutsk, a circa 4 200 chilometri (2 300 nmi) a est di Mosca. Un totale di 14 bambini, fino a 12 anni, erano a bordo. Oltre a cittadini russi, che erano la maggior parte dei passeggeri, c'erano anche 2 turisti polacchi in viaggio verso la Mongolia via Irkutsk. A bordo c'erano altri 14 non russi, 3 ciascuno da Germania, Cina e Bielorussia, i due turisti polacchi, 2 moldavi e uno dell'Azerbaigian.
Tra i passeggeri c'erano Maria Rasputin, figlia dello scrittore russo Valentin Rasputin e Sergei Koryakov, capo del Servizio di Sicurezza Federale (FSB) della regione di Irkutsk.
Il comandante era Sergey Gennadievich Shibanov, 45 anni, che lavorava per la compagnia aerea dal giugno 2005. Aveva 10 611 ore di volo, di cui 1 056 sugli Airbus A310. Si era laureato all'Istituto di aviazione civile di Ulyanovsk nel 1991 e aveva ottenuto la licenza di pilota di aviazione civile nel 1993. Era stato autorizzato a effettuare voli internazionali nel 1997 e volava con l'A310 dal maggio 2005.
Il primo ufficiale era Vladimir Grigoryevich Chernykh, 48 anni, con 9 971 ore di volo, di cui 158 sugli Airbus A310. Si era diplomato all'Accademia di volo dell'aviazione civile di Kirovograd nel 1983 e aveva ottenuto la licenza di volo civile nel 1996. Nell'aprile 2006 si era sottoposto a un addestramento di conversione e a maggio era stato nominato copilota dell'Airbus A310.

## L'incidente
L'incidente avvenne durante la fase di atterraggio dell'Airbus A310 della compagnia S7 Airlines, proveniente dall'Aeroporto di Mosca-Domodedovo, che operava il volo S7 778 per la città russa Irkutsk. Il tempo di volo da Mosca per Irkutsk era stato calcolato di 5 ore e 25 minuti. La quantità di carburante necessaria per effettuare tale volo per era di 33,11 tonnellate. A causa delle condizioni meteorologiche pessime, il comandante dell'aereo decise di effettuare un rifornimento maggiore (37,20 t) per poter effettuare l'atterraggio all'Aeroporto di Bratsk in caso di impossibilità e di peggioramento delle condizioni meteorologiche a Irkutsk. Il decollo dall'Aeroporto di Mosca-Domodedovo e il volo furono effettuati regolarmente ma con alcuni problemi. L'autopilota n.2 non fu utilizzato perché guasto e la sostituzione era programmata per il 14 luglio 2006, secondo MEL; nel volo precedente anche l'autopilota n.1 dell'aereo si guastò, per cui il volo Mosca-Irkutsk-Mosca fu effettuato dal comandante in modalità manuale; il 7 luglio 2006, il centro tecnico dell'Aeroporto di Mosca-Domodedovo non confermò la presenza di un guasto all'autopilota n.1: secondo loro, questo non si mostrò durante tutto il volo S7 778. Inoltre l'invertitore di spinta del motore sinistro del velivolo non funzionava ed era disattivato.
Alle 17:32 (ora locale) l'Airbus A310 si trovava a quota 26 500 piedi (8 100 m). Con la diminuzione del peso del velivolo l'equipaggio salì ulteriormente a 36 000 piedi (11 000 m) m. I piloti utilizzarono il regime AFS «Profile speed» e, alle 21:54 in una zona di turbolenza, il regime di sostegno M. L'aereo raggiunse l'Aeroporto di Irkutsk con un peso di 114 tonnellate.
Le condizioni meteorologiche erano le seguenti: pioggia, visibilità 3.500 m, temperatura +11 °C, pista bagnata al 100% con 2 mm di spessore d'acqua. Secondo il manuale FCOM sarebbero stati necessari 1.850 m di pista (la pista disponibile era di 2.425 m) con regime di frenaggio automatico delle ruote "LOW" e senza l'impiego di invertitori di spinta, per fermare l'aereo. Con l'impiego di uno di essi (l'altro era disattivato e non funzionava), il comandante avrebbe diminuito di 125 m la corsa sulla pista completamente bagnata dopo l'atterraggio.
L'atterraggio all'Aeroporto di Irkutsk si svolse in condizioni meteorologiche piovose e su una pista completamente bagnata; inoltre parte di essa era chiusa per lavori in corso. L'Airbus A310 percorse l'intera pista senza fermarsi, andando a schiantarsi contro un muro di cemento e finendo sui parcheggi costruiti vicino all'aeroporto. Prendendo fuoco immediatamente, l'aereo si distrusse quasi completamente per l'incendio provocato dall'impatto, che fu spento solo tre ore dopo. Le due scatole nere furono rapidamente trovate sul posto, secondo l'agenzia russa Interfax, e furono inviate a Mosca per la decrittazione. Secondo la Procura di Irkutsk a bordo c'erano 192 passeggeri e otto membri d'equipaggio. Quarantatré persone furono ricoverate con ustioni di varia gravità, tutte le altre, sempre secondo la procura, morirono. A bordo del velivolo della russa S7 Airlines c'erano molti bambini che andavano in vacanza nella regione del lago Bajkal, fatto che presenta elementi comuni con l'incidente aereo in Ucraina del 22 agosto 2006. Come comunicò la radio russa "Echo di Mosca" (in russo: Эхо Москвы) l'aereo con cui originariamente era programmato il volo dall'Aeroporto di Mosca-Domodedovo, era stato sostituito prima della partenza per guasti tecnici.

## L'atto eroico di Andrej D'jakonov
A bordo dell'Airbus A310 c'erano 6 assistenti di volo della S7 Airlines: due di questi erano nella coda, nell'ultima fila della classe economica, uno a destra e un altro a sinistra. Prima ci fu un'esplosione forte sulla destra dell'abitacolo e la collega di Andrej D'jakonov, l'assistente di volo che si trovava a sinistra nella coda dell'aereo, rimase isolata. Si diffuse il panico, il fumo ed il fuoco si svilupparono violentemente e bisognava reagire subito. I passeggeri superstiti raccontarono che Andrej D'jakonov si attivò immediatamente seguendo le istruzioni d'emergenza: aperta la porta d'emergenza, iniziò a far uscire i passeggeri rimanendo dentro all'aereo, vicino alla porta, e spingendo fuori quante più persone possibile. Dopo pochi minuti l'aereo iniziò la sua completa distruzione e Andrej non riuscì più ad uscire, rimanendo sommerso sotto i rottami: così Andrej D'jakov salvò la vita di 30 passeggeri, al prezzo della sua. Dopo la sua morte, Andrej D'jakonov fu insignito dall'alta onorificenza russa di cavaliere dell'Ordine del Coraggio.

## Il precedente incidente dell'Airbus A320 a Soči
Quella di Irkutsk fu la seconda tragedia avvenuta in Russia in poco più di due mesi. Il 3 maggio 2006, infatti, un Airbus A320 della compagnia di bandiera armena Armavia precipitò in fase di atterraggio nella città costiera di Soči-Adler, sul Mar Nero. Il bilancio fu di 113 morti. Il velivolo rinunciò una prima volta all'atterraggio a causa delle pessime condizioni di visibilità: poi, in un secondo tentativo, colpì l'acqua con la coda e si inabissò a circa 5 chilometri dalla costa. Le cause del disastro furono accertate essere errori del pilota e del copilota dovuti al maltempo e alla scarsa visibilità durante la fase di avvicinamento all'aeroporto di Sochi.
Il 15 novembre 2007 in seguito alla tempesta al Mar Nero sulla costa vicino a Soči sono stati ricuperati i corpi delle vittime dell'incidente del 2006. I corpi e i frammenti dei corpi di undici delle vittime dispersi fino a questo momento nel mare sono stati individuati usando le analisi del DNA dei parenti delle vittime. Tra le vittime ritrovate vi era anche il corpo dell'allora capo dei servizi segreti armeni Iosif Arutjunjan.